# اسرا الشافعی
اسرا الشافعی (عربی: إسراء الشافعي؛ زادهٔ ۲۳ ژوئیهٔ ۱۹۸۶) روزنامه‌نگار، وبلاگ‌نویس و تاجر اهل بحرین است.
وی همچنین برندهٔ جوایزی همچون ۱۰۰ زن بی‌بی‌سی شده‌است.